# Colaconematales
Ordre
L'ordre des Colaconematales est un ordre d'algues rouges de la sous-classe des Nemaliophycidae, dans la classe des Florideophyceae. 

## Liste des familles
Selon AlgaeBase (1 août 2012), Catalogue of Life (1 août 2012) et World Register of Marine Species (1 août 2012) :
- famille des Colaconemataceae J.T.Harper & G.W.Saunders

Selon NCBI (1 août 2012) :
- famille des Colaconemataceae
  - genre Colaconema